# Rhodopseudomonas palustris
Espèce
Rhodopseudomonas palustris est au sein du vaste groupe des protéobactéries une bactérie Gram négatif, du sous-groupe groupe des bactéries pourpres non sulfureuses et de la famille des Bradyrhizobiaceae.
Elle a été remarquée par sa capacité à basculer entre quatre types différents de métabolismes. cette « polyvalence métabolique » a suscité l'intérêt de nombreux domaines de la recherche et a fait de cette bactérie une espèce modèle.
Elle intéresse aussi l’industrie des biotechnologies. Ses larges capacités d'adaptation pourraient cependant peut-être dans certaines conditions lui conférer les caractéristiques d'une espèce invasive.
Son génome a été séquencé.

## Habitat
R. palustris a été trouvée dans des bassins de lisiers de porcs (où elle pourrait être utilisée pour réduire leur mauvaises odeurs), des tourillons de vers de terre et dans les sédiments marins ou d'eau stagnante.

## Métabolisme original
Bien que les bactéries pourpres non sulfureuses soient normalement photohétérotrophes, R. palustris a la possibilité de basculer entre les quatre grands modes de métabolisme connus :
1. photoautotrophie,
2. photohétérotrophie,
3. chemoautotrophie
4. chemohétérotrophie.

Autrement dit, elle peut se développer avec ou sans oxygène, avec ou sans la lumière (ce qui pourrait être une des adaptations inhabituelles du vivant au rythme circadien) et tirer de l'énergie de composés inorganiques ou organiques.
Elle peut acquérir son carbone, soit de la fixation du dioxyde de carbone dissous dans l'eau, soit de composés organiques. Elle peut également fixer l'azote.

## Biologie et génomique
Des efforts sont déployés pour mieux comprendre comment cet organisme intègre les différents modes métaboliques et bascule de l'un à l'autre en réponse à certains changements environnementaux ou à d'autres stimuli.
Un des moyens de le comprendre est de décrypter le fonctionnement génétique de cette bactérie, ce qui a conduit les généticiens à séquencer entièrement le génome de  Rhodopseudomonas palustris CGA009  (Liste des génomes bactériens séquencés), dans l'espoir d'obtenir des informations pertinentes sur les mécanismes moléculaires permettant à cette bactérie de "percevoir" son environnement (lumineux notamment) et pour comprendre comment l'environnement modifie ses voies métaboliques.
Il a ainsi pu être constaté que R. palustris possède des gènes qui codent des protéines composant une antenne collectrice, construction pigmentaire et protéique associée à la chlorophylle habituellement trouvée dans la membrane des thylakoïdes.
Elle possède aussi des gènes codant des centres réactionnels.
Ces deux structures sont généralement présentes chez des organismes photosynthétiques plus évolués comme les plantes vertes.
En plus d'être une bactérie photosynthétique, R. palustris peut moduler sa photosynthèse en fonction de la quantité de lumière disponible. Par exemple dans la pénombre, elle réagit en augmentant le nombre des structures internes qui lui servent de collecteurs de lumière et augmente ainsi son métabolisme.
 R. palustris dispose également de gènes codant la protéine Rubisco. Cette enzyme est nécessaire à la fixation du dioxyde de carbone. C'est elle qui permet la fixation du carbone chez les plantes et d'autres organismes photosynthétiques, ce qui leur permet de contribuer aux puits de carbone.
L'analyse de ce génome a aussi révélé des protéines impliquées dans fixation de l'azote (voir Diazotrophie).

## Applications possibles (transgenèse, biotechnologies…)
Le génome des bactéries pourpres phototrophiques semblent d'un grand intérêt pour plusieurs applications biotechnologiques ;
Ces bactéries peuvent ou pourraient être en effet et par exemple être utilisées pour :
- la production de « bioplastiques» synthétiques[7] ;
- la bioremédiation (dépollution de certains sols pollués par des hydrocarbures aromatiques par exemple présents dans des déchets agricoles et/ou industriels ;
- une bioproduction industrielle d'hydrogène comme biocarburant ou produit utilisable pour des piles à hydrogène, car R. palustris  présente aussi la caractéristique (à ce jour unique) de codage d’une enzyme (vanadium nitrogénase, ainsi nommée car contenant du vanadium), qui produit (comme sous-produit de la fixation de l'azote) trois fois plus d'hydrogène que la nitrogénase d'autres bactéries.

Produire un OGM stable et sécurisé à partir de cette bactérie, pour par exemple produire de manière rentable de l'hydrogène, implique cependant de s'assurer qu'une telle bactérie ne serait pas dangereuse dans la nature si elle s'y échappe, et d'avoir une connaissance plus détaillée de ses voies et fonctions métaboliques et de leurs mécanismes de contrôle et régulation.